# Arszyn
Arszyn (ros. аршин) – dawna rosyjska jednostka długości, będąca sumą długości łokcia i stopy, wahająca się w granicach 71,11-81,5 cm.
Termin odpowiada tureckiej jednostce długości arşın 68 cm, arşın architektoniczny 75,8 cm.
W zaborze rosyjskim w latach 1849–1915 urzędowo 1 arszyn = 0,711167 metra, czyli 1 m = 1,406100 arszyna.
Składał się z 16 werszków. 3 arszyny tworzą sążeń równy 7 stóp.